# COVID-19 у Київській області
Поширення COVID-19 у Київській області зафіксовано 17 березня 2020 року. В Україні перше поширення зафіксовано 3 березня 2020 року.

## Перебіг подій
| Район/місто                           | Виявлено | Одужало | Померло | Хворіє |
| ------------------------------------- | -------- | ------- | ------- | ------ |
| Баришівський район                    | 398      | 168     | 2       | 228    |
| Білоцерківський район                 | 529      | 136     | 24      | 369    |
| Богуславський район                   | 89       | 29      | 5       | 55     |
| Бориспільський район                  | 919      | 288     | 25      | 606    |
| Броварський район                     | 960      | 338     | 24      | 598    |
| Бородянський район                    | 537      | 117     | 3       | 417    |
| Васильківський район                  | 1073     | 383     | 26      | 664    |
| Вишгородський район                   | 302      | 141     | 10      | 151    |
| Володарський район (Київська область) | 35       | 5       | 2       | 28     |
| Згурівський район                     | 66       | 27      | 3       | 36     |
| Іванківський район                    | 98       | 35      | 1       | 62     |
| Кагарлицький район                    | 222      | 111     | 5       | 106    |
| Києво-Святошинський район             | 3964     | 2759    | 64      | 1141   |
| Макарівський район                    | 297      | 156     | 8       | 133    |
| Миронівський район                    | 246      | 74      | 2       | 170    |
| Обухівський район                     | 1700     | 776     | 28      | 896    |
| Переяслав-Хмельницький район          | 328      | 45      | 12      | 271    |
| Поліський район                       | 25       | 11      | 1       | 13     |
| Рокитнянський район                   | 220      | 79      | 6       | 135    |
| Ставищенський район                   | 86       | 30      | 1       | 55     |
| Сквирський район                      | 73       | 24      | 2       | 47     |
| Таращанський район                    | 87       | 37      | 1       | 49     |
| Тетіївський район                     | 89       | 22      | 4       | 63     |
| Фастівський район                     | 414      | 115     | 12      | 287    |
| Яготинський район                     | 97       | 40      | 2       | 55     |
| смт Баришівка                         | 313      | 88      | 5       | 220    |
| м. Біла Церква                        | 2326     | 586     | 94      | 1646   |
| м. Бориспіль                          | 1149     | 256     | 25      | 868    |
| смт Бородянка                         | 219      | 83      | 1       | 135    |
| м. Бровари                            | 1055     | 414     | 29      | 612    |
| м. Буча                               | 434      | 170     | 7       | 257    |
| м. Березань                           | 260      | 113     | 6       | 141    |
| м. Богуслав                           | 151      | 44      | 5       | 102    |
| м. Васильків                          | 819      | 320     | 15      | 484    |
| м. Вишгород                           | 265      | 128     | 12      | 125    |
| смт Володарка                         | 70       | 23      | 1       | 46     |
| смт Ворзель                           | 62       | 30      | 0       | 32     |
| смт Гостомель                         | 208      | 84      | 2       | 122    |
| смт Згурівка                          | 90       | 38      | 3       | 49     |
| смт Іванків                           | 159      | 49      | 1       | 109    |
| м. Ірпінь                             | 1252     | 457     | 9       | 786    |
| м. Кагарлик                           | 259      | 101     | 7       | 151    |
| смт Коцюбинське                       | 270      | 120     | 1       | 149    |
| м. Макарів                            | 148      | 68      | 5       | 75     |
| м. Миронівка                          | 288      | 74      | 5       | 209    |
| м. Переяслав                          | 582      | 122     | 7       | 453    |
| м. Ржищів                             | 60       | 11      | 5       | 44     |
| смт Рокитне                           | 151      | 62      | 2       | 87     |
| м. Сквира                             | 193      | 40      | 2       | 151    |
| м. Славутич                           | 218      | 31      | 4       | 183    |
| смт Ставище                           | 89       | 25      | 1       | 63     |
| м. Тараща                             | 155      | 53      | 6       | 96     |
| м. Тетіїв                             | 203      | 57      | 8       | 138    |
| м. Фастів                             | 1027     | 373     | 19      | 636    |
| м. Яготин                             | 458      | 226     | 11      | 221    |
| Київська область                      | 26561    | 10345   | 586     | 15630  |

### 2020
17 березня Міністерство охорони здоров'я України повідомило про перший підтверджений випадок захворювання у Київській області у 44-річного чоловіка, що повернувся з-за закордону.
18 березня Київська ОДА запровадила режим надзвичайної ситуації в області.
9 квітня влада області заявила, що у випадку масового недотримання вимог карантину, його може бути продовжено до осені.
На вечір 14 квітня в області було зафіксовано 612 хворих та 11 летальних випадків.
21 квітня в гуртожитку в місті Вишневе Київської області було виявлено масовий спалах захворюваності, там зафіксовано 37 інфікованих, серед яких є діти. Два летальних випадки. В гуртожитку проживає близько 300 осіб. Їх перевіряють на коронавірус. Біля гуртожитку виставили пост охорони. Жителі перебуватимуть 14 діб на ізоляції.
1 травня у дитячому будинку в с. Мокрець Калитянської ОТГ виявлено коронавірусне захворювання у помічниці виховательки. Згідно з оприлюдненою інформацією, починалося все з ГРВІ, на яке жінка захворіла 23 квітня. Через два дні вона звернулася до лікаря, і лише 28 квітня, у зв'язку з втратою нюху та смаку, хвору направили на ПЛР-тестування. Наразі у закладі перебуває 32 дитини, 3 вихователі, 3 помічники вихователя, 2 кухарі, 1 соціальний педагог, 1 лікар, 1 фельдшер та 5 працівників адміністративно-господарського персоналу. Всього 48 осіб. Як зазначено в повідомленні, їхній стан задовільний — ознак захворювання не мають. Але в 32 дітей та 16 дорослих працівників ПЛР-тести взято.
Станом на 2 травня у пансіонаті для осіб похилого віку в с. Зазим'я померло 2 людини — у 95-річний дідусь та дещо молодша жінка. Як повідомляють у КОДА, загалом у зазимському пансіонаті зроблено 30 ПЛР-тестів, серед яких у 17 осіб — позитивний результат. На стаціонарі лікується 2 людини, решта — на самоізоляції.
4 травня гуртожиток у місті Українка закрили на карантин через виявлення 10 випадків захворювання.
25 травня в гуртожитках в місті Українка, на Петропавлівській Борщагівці та у місті Вишневе одужали всі хворі на COVID-19 і, у зв'язку з цим, знімають карантинні обмеженнягуртожиток.
25 травня через виявлення хворих на COVID-19 припинили госпіталізацію Бородянська та Миронівська центральні районні лікарні, а також прийом реанімаційних хворих Тетіївської центральної районної лікарні.
З 26 травня в Київській області було дозволено пасажирські перевезення.
8 червня у дитсадку «Калинка» міста Бровари зафіксували спалах коронавірусної хвороби COVID-19. Станом на 17 червня позитивні результати у 7 вихователів, 1 серед батьків та 10 серед дітей.
9 червня у дитсадку «Казка» міста Ірпеня виявлено випадок захворювання в одного з працівників.
15 червня У Переяславі в лікарні від COVID-19 помер житель Яготина.
15 червня За даними Центру громадського здоров'я на Київщині зафіксували 2024 випадки захворювання на COVID-19.
17 червня У Переяслав-Хмельницькій ЦРЛ померло троє чоловіків, які хворіли на COVID-19, а саме: 65-річного жителя Яготина, 60-річного житель міста Славутич та 56-річного жителя Бориспільського району.
18 червня У Гостомелі було зібрано більше 300 зразків крові, які передано до лабораторії для проведення дослідження. Лабораторією опрацьовані 92 зразки, з них 7 позитивних — підтверджена наявність антитіл до коронавірусу.
19 червня У Білій Церкві померла 65-річна білоцерківка, яка знаходилась в лікарні з 9 червня у важкому стані на апараті ШВЛ.
27 червня в області було посилено карантин, зокрема, час роботи закладів громадського харчування та розважальних закладів було обмежено до 22:00.
16 липня в області було посилено карантин, зокрема, закладам громадського харчування та розважальним закладам заборонено працювати з 23:00 до 07:00.
7 вересня 14 шкіл області було повністю або частково переведено на дистанційне навчання. Всього так навчалися 1547 учнів. Повністю на дистанційне навчання перейшли школи № 1 і № 2 (Васильків), Застугнянська ЗОШ і ЗОШ № 15 (Ірпінь). Станом на 23 вересня, в області на дистанційне навчання було переведено 23 школи, в такому форматі навчалося й працювало понад 14 тис. вчителів та учнів.
Станом на 1 жовтня на Київщині на дистанційне навчання було повністю переведено 26 шкіл, а 94 навчальних заклади частково чи повністю закрито.
28 жовтня в переяславській лікарні після зараження коронавірусом помер мер Борисполя Федорчук Анатолій Соловйович.
29 жовтня в Київській області 14 дитсадків було закрито на карантин.

### 2021
24 лютого в області вакцинувались від коронавірусу вакциною Ковішелд від AstraZeneca — 23 медики однієї мобільної бригади з імунізації, а також Броварської багатопрофільної клінічної лікарні.
4 березня на Київщині почав діяти «помаранчевий» рівень епідемічної небезпеки.
21 березня на території Київської області вводяться додаткові карантинні обмеження.
22 березня для вакцинації медиків в Київській області відкрилися 25 пунктів щеплення проти COVID-19.
24 березня Київська та Сумська області було включено до "червоної зони" карантину, в областях запроваджено найвищий рівень епідемічної небезпеки.
9 квітня карантин у Київській області продовжено до 23 квітня.
1 травня Державна комісія з питань техногенно-екологічної безпеки та надзвичайних ситуацій на позачерговому засіданні ухвалила рішення з 1 травня скасувати червоний рівень епідемічної небезпеки поширення COVID-19 на території Київської області.
17 червня на території Київській області встановлено “зелений” рівень епідемічної небезпеки.
21 вересня обласна комісія з питань ТЕБ і НС на підставі рішення Державної комісії з питань ТЕБ і НС оголосила із 00 год. 00 хв 23 вересня, що на Київщині почне діяти «жовтий» рівень епідемічної небезпеки.
11 жовтня Кабінет Міністрів передбачив посилення правил для пасажирських перевезень міжрегіонального сполучення. Згідно даного рішення із 21 жовтня жителі Київщини не зможуть вільно користуватись громадським транспортом. Їм потрібно бути мати при собі або COVID-сертифікат, або негативний ПЛР- чи експрес-тест.
18 жовтня під час онлайн брифінгу заступник голови Київської облдержадміністрації Олег Торкунов повідомив, що Київщина поки втримується в «помаранчевій» зоні епідемічної небезпеки.
27 жовтня за результатами позачергового засідання Державної комісії з питань ТЕБ і НС на Київщині із 00 год. 00 хв. 30 жовтня  почне діяти «червоний» рівень епідемічної небезпеки.
13 листопада посилені протиепідемічні норми на Київщині, передбачені «червоною» зоною, а саме обмеження до громадського транспорту .
21 грудня Державна комісія з питань ТЕБ і НС пийняла рішення про те, що Київщина 23 грудня виходить з «червоної» зони епідемічної небезпеки та на території області почне діяти «жовтий» рівень епідемічної небезпеки.

### 2022
4 лютого Київщина перейшла із "жовтої" до "помаранчевої" зони карантину.
Станом за 22 лютого на Київщині коронавірус виявили у 1317 жителів, серед них 98 дітей.

### 2023
1 липня в Україні, у тому числі і Київській області, за рішенням Кабінету Міністрів України завершилася дія карантину та режиму надзвичайної ситуації у зв’язку з пандемією коронавірусу. За інформацією Департаменту охорони здоров’я Київської ОВА, за період від початку карантину станом на  26.06.2023 у Київській області зареєстровано 272 896 підтверджених випадків коронавірусної хвороби COVID-19. Серед них: у дітей віком 0-17 років – 20 848 випадків та 10 334 – у медичних працівників. 
Із загальної кількості підтверджених випадків COVID-19 госпіталізовано та перебували на стаціонарному лікуванні 29 670 хворих. За цей період одужали 266 753 особи, зокрема 20 709 дітей. Померли 5 410 хворих із підтвердженим діагнозом COVID-19, серед яких 3 дитини. Крім того, за період пандемії у Київській області провели 903 888 тестувань методом ПЛР. Із початку вакцинальної кампанії в регіоні станом на 26.06.2023 здійснено 1 920 466 щеплень. Першою дозою вакцинувалися 889 874 особи, другою – 836 680 осіб. Першу бустерну дозу отримали 171 879 людей та 17 650 – другу бустерну..

## Народні методи лікування
Дослідники з Інституту молекулярної вірусології Медичного центру Університету Ульма заявили, що сік або чай чорноплідної горобини найбільш ефективно пригнічує активність вірусу в людському організмі - до 97 відсотків.